# ديفيد روبنسون (لاعب كريكت بريطاني)
ديفيد روبنسون (1 سبتمبر 1938 في المملكة المتحدة - ) (بالإنجليزية: David Robinson)‏ هو لاعب كريكت بريطاني. لعب مع Dorset County Cricket Club ‏.